# エーディン
エーディン（Étaín、Edain、Aideen、Etaoin、Éadaoin、Aedín）は、ケルト神話に登場する美しい女性の名である。
トゥアハ・デ・ダナーンの地下の神ミディールの妻であったが、次に述べる経緯によって、アイルランド王のエオホズ・アイレヴの妻となった。

## 概要
ミディールは国中で一番美しい女性を新しい妻に迎えたいと考え、養子のオェングスに相談した。オェングスは、コノートの王アイルの娘エーディンが一番美しいと答え、アイルに結婚を申し込みに行った。アイルは、12の平原、12の川、そしてエーディンの体重と同じ重さの金と銀を要求したため、オェングスは父ダグザ（ミディールの父でもある）の力も借りて要求通りの品物を揃えた。こうしてエーディンは、ミディールと結婚した。1年間アイルの元で一緒に暮らした後、エーディンはミディールに連れられ、マン島にある彼の王宮に迎えられた。
ところが、妻のファームナッハが美貌のエーディンに嫉妬をし、エーディンを魔法の杖で打った。するとエーディンの身体はその場で溶け広がって、水たまりになってしまった。やがて水たまりにされたエーディンは蒸発して毛虫に変わり、そして紫色の蝶になった。蝶になったエーディンはミディールの後を飛んでいったため、ミディールは蝶の正体がエーディンだと気付いた。再びファームナッハは魔法の杖を使ってエーディンの蝶を王宮から追い払った。7年もの間荒野をさまよった蝶は、オェングスの宮殿にたどり着いた。オェングスにも魔法が解けなかったものの、彼は四阿を用意して蜜を持つ花をたくさん咲かせ、蝶を保護した。エーディンは夜の間だけ元の姿に返ることができたので、オェングスとの恋を楽しんだ。するとファームナッハは嵐を起こしてエーディンをアルスターのエタア王のところまで吹き飛ばした。エーディンはエタアの妻の胎内に入り、エタアの娘エーディンに生まれ変わった。すでに1012年が経過していて、彼女は自分がトゥアハ・デ・ダナーンの一員だったことも忘れてしまっていた。
アイルランドの王になったエオホズ・アイレヴが、国中で一番美しい娘を妃にしようとしたところ、選ばれたのが美貌のエーディンであった。ターラの王宮に迎えられたエーディンを見た、王の弟のアリルは、一目惚れをしてしまい、病気になった。王の留守中、アリルはエーディンに自分の恋心を伝えた。エーディンは病気が治るならばと彼と夜に会うことにしたが、アリルはなぜかその約束の時間になると眠ってしまい、エーディンと会えないのだった。アリルを待つエーディンのところへは、昔の夫ミディールが来た。しかしエーディンには彼の記憶も彼への想いもすでになかった。ミディールはあきらめず、二人が暮らしたチル・ナ・ノグ（常若の国）での思い出を語った。エーディンは、王が許すならミディールと一緒に行っていいと答えた。この間にアリルの恋の病は治ってしまったという。
ミディールの存在を知ったエオホズ王は、王宮を軍勢で囲い、ミディールを入れまいとした。ところがミディールは難なく王宮の広間に入り込み、エーディンを連れ去り、2羽の白鳥になって自分の王宮に飛んでいった。エオホズ王はエーディンを奪還すべく島にある妖精の丘は片端から破壊し、ついに最後の丘だけが残った。ミディールは、エーディンそっくりに変身させた50人の侍女の中にエーディンを紛れ込ませ、「本物のエーディンを選べたら帰す」と王に言った。しかしエーディンは、人間であるエオホズ王の妻として生きることを選択し、自ら「私が本当のエーディンです」と王に名乗った。エーディンはエオホズ王の王宮に帰り、やがて王との間に娘エーディンを得たという。

## 注
1. ↑  エーディンは伝説の中で複数の女性の名として使われている。マルカル (2001, p. 29)はエーディンをアイルランドの王権を示す女性名であるとしている。